# Manfred Mann
Manfred Mann, geboren als Manfred Lubowitz (Johannesburg, 21 oktober 1940), is een Zuid-Afrikaans-Brits toetsenist en oprichter van de gelijknamige Britse rhythm-and-blues-band uit de jaren zestig. Daarna heeft hij de band Manfred Mann Chapter Three opgericht. Sinds 1971 maakt hij deel uit van Manfred Mann's Earth Band. De band speelt zowel eigen nummers als liedjes van anderen, zoals Blinded by the light en Spirits in the night van Bruce Springsteen en Mighty Quinn van Bob Dylan.

## Het begin

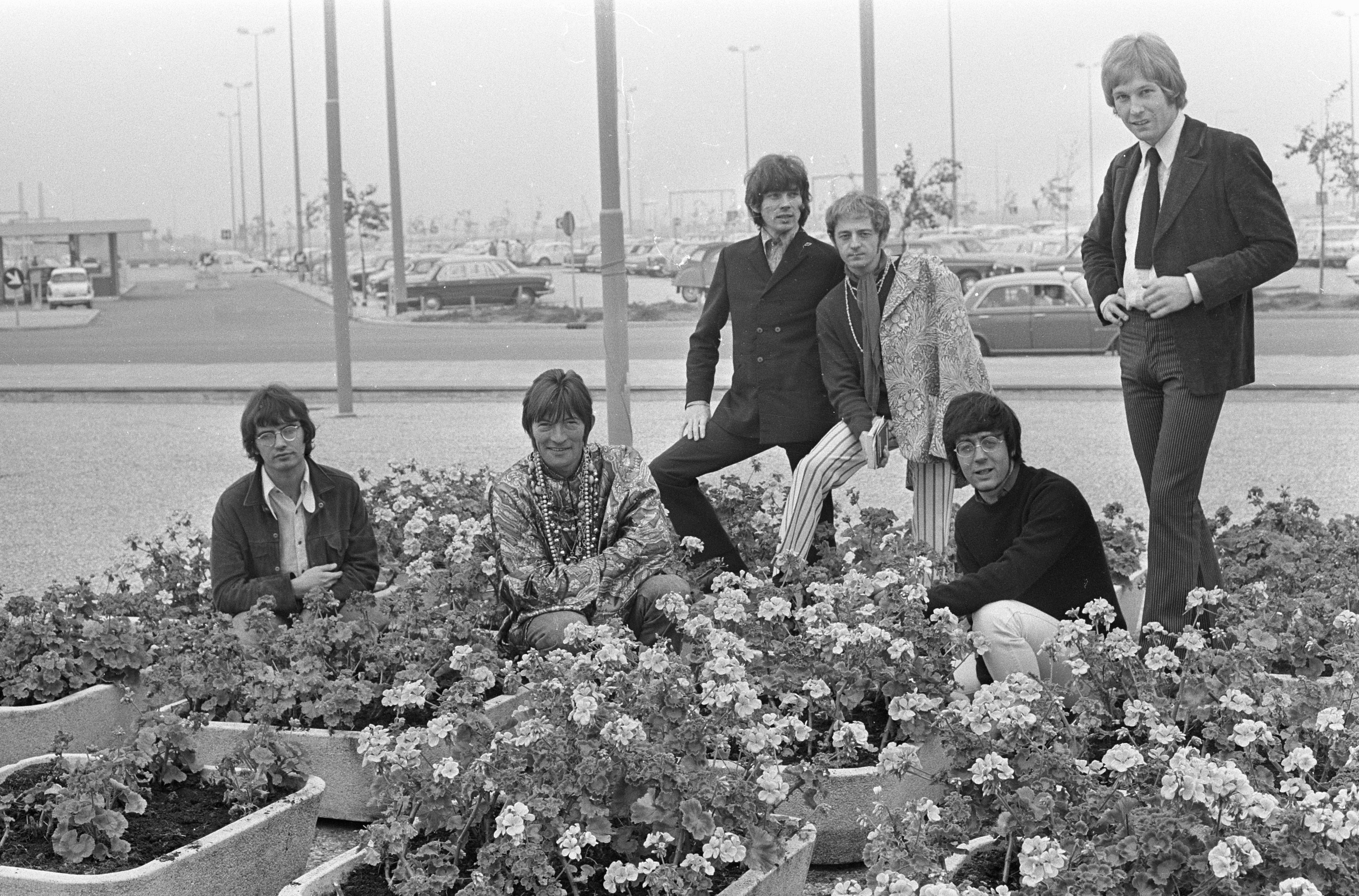
V.l.n.r. Tom McGuinness, Dave Berry, Klaus Voormann, Mike Hugg, Manfred Mann, Mike d'Abo (Schiphol, 1967)

Mann vormde zijn eerste band in 1962 samen met Mike Hugg, The Mann Hugg Blues Brothers, maar beiden bleven op de achtergrond tijdens optredens. De zanger en ster van de band in de vroege jaren was Paul Jones, later een succesvol acteur. Omdat veel mensen dachten dat Paul Jones Manfred Mann was, schreef Jones het nummer The one in the middle, waarin hij de leden van de groep voorstelde. Daarmee kon Paul Jones in live-optredens het verschil tonen.
De groep begon zijn carrière met optredens in de Studio 51 in de Great Newport Street in Londen, in dezelfde periode dat de Rolling Stones - nog zonder platencontract - daar covers van Chuck Berry en Bo Diddley kwamen spelen.
Manfred Mann brak door met hun derde single 5-4-3-2-1. Dat liedje werd zelfs een tijd het kenwijsje van Ready Steady Go, een zéér populair Brits tv-programma gewijd aan rock- en popmuziek.

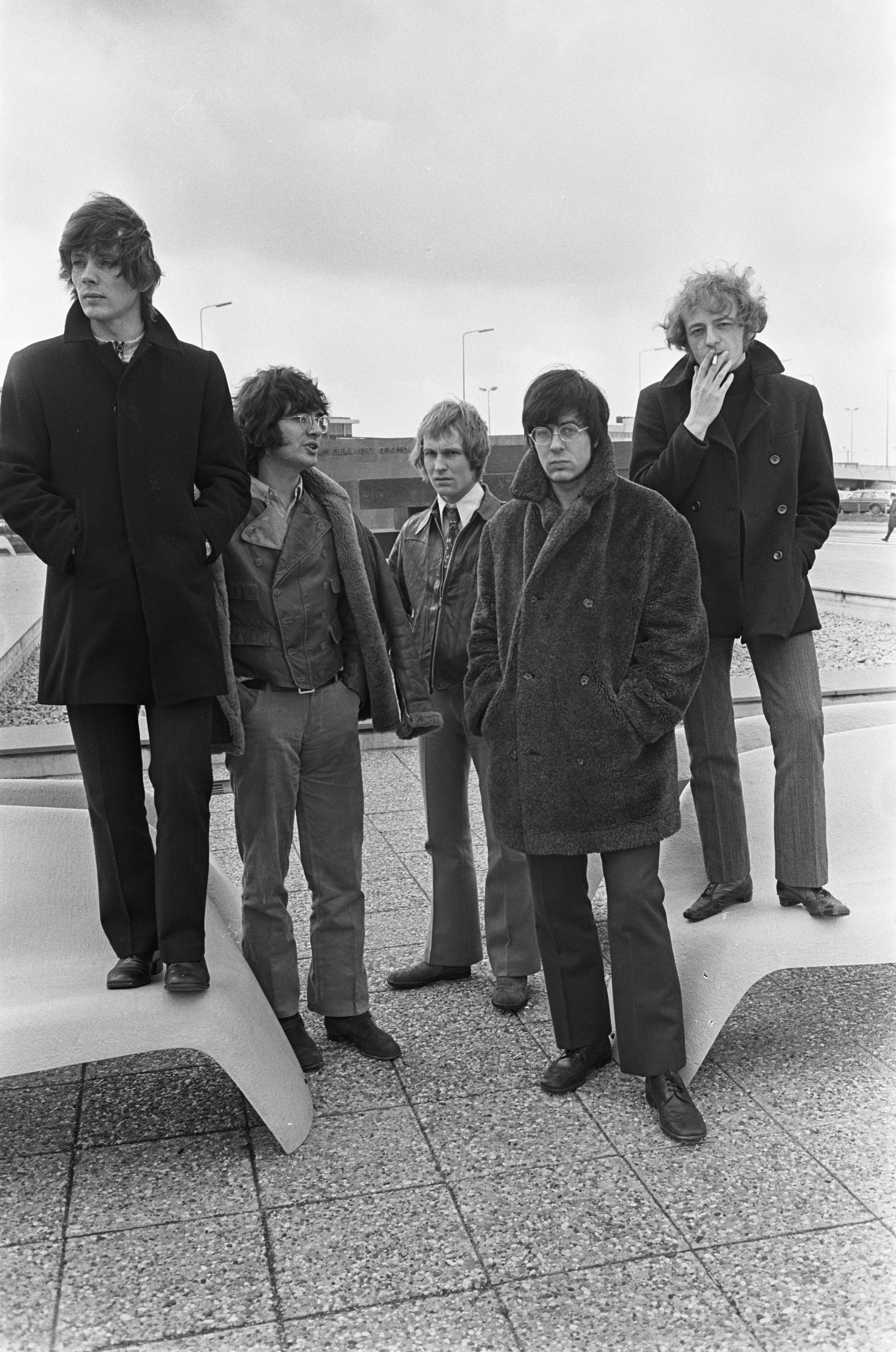
Manfred Mann (Schiphol, 1968)

De groep had - ondanks de suprematie van de Beatles - een aantal nummer 1-hits in het Verenigd Koninkrijk, waaronder een coverversie van Do wah diddy diddy van The Exciters en met het liedje Pretty Flamingo.
Toen Paul Jones de band in 1966 verliet, op het hoogtepunt van hun roem, werd Mike d'Abo de nieuwe zanger. Met hem bleef de band aan de top en hadden ze opnieuw een aantal grote hits waaronder Bob Dylans lied Mighty Quinn (1968). In het jaar daarop gingen ze uit elkaar. De band heeft een nummer 1-hit behaald in Nederland met het liedje Ha! Ha! Said the Clown en een tweede plek met Mighty Quinn.

### Singles
| Single met eventuele hitnotering(en) in de Nederlandse Top 40 | Datum van verschijnen | Datum van binnenkomst | Hoogste positie | Aantal weken | Opmerkingen |
| ------------------------------------------------------------- | --------------------- | --------------------- | --------------- | ------------ | ----------- |
| Tijd voor Teenagers Top 10                                    |                       |                       |                 |              |             |
| Do wah diddy diddy                                            | 1964                  | 19 augustus 1964      | 6               | 7            |             |
| Nederlandse Top 40                                            |                       |                       |                 |              |             |
| Sha la la                                                     | 1964                  | 1 februari 1965       | 38              | 1            |             |

## Manfred Mann Chapter Three
Na het uiteenvallen van de groep is Mann reclamejingles gaan schrijven en vormde hij samen met Hugg de jazz-fusionband Manfred Mann Chapter Three. Die band heeft twee albums opgenomen, die beide niet zo succesvol waren. De band werd in 1971 opgeheven, waarna hij Manfred Mann’s Earth Band oprichtte.

## Manfred Mann's Earth Band
Manfred Mann's Earth Band bestond de eerste jaren uit Mick Rogers (zang en gitaar), Manfred Mann (toetsen en zang), Colin Pattender (bas) en Chris Slade (drums). De groep bestaat na veel bezettingwisselingen nog steeds. De band speelt een combinatie van harde rock met lange jazzy solo’s, experimentele geluiden en rustige, melodieuze stukken. In januari 1972 werd het eerste album uitgebracht, dat ook Manfred Mann’s Earth Band heette. Op dit album staan onder meer de beide eerste singles Living without you, geschreven door Randy Newman, en Please mrs. Henry van Bob Dylan. Het tweede album Glorified Magnified verscheen in september 1972. Het begint met het rockende nummer Meat, dat ook op single is verschenen. De meeste nummers zijn geschreven door Mann of andere bandleden. Het bekende lied van Bob Dylan, It ’s all over now baby blue begint rustig akoestisch en wordt na verloop van tijd meer rockend.
Het derde album Messin’ verschijnt in juni 1973. Het eerste nummer van dat album, de titelsong, is een aanklacht tegen milieuvervuiling. De bandleden zingen “We’re messin’ up the land, we‘re messin’ up the sea, we‘re messin’ up the air”. Dit nummer duurt bijna tien minuten en is geschreven door Mike Hugg, die samen met Manfred Mann in de eerdere bands heeft gezeten. Hij had dit nummer indertijd geschreven voor Chapter Three, maar het is niet eerder uitgebracht. Op dit album staat ook het bluesnummer Black and blue over slavernij, geschreven door Phil Manning en Matt Taylor van de bluesband Chain. Om die reden is dat nummer niet toegestaan in de Verenigde Staten.
Het vierde album Solar Fire is een thema-album over kosmologie. Deze plaat verscheen in november 1973 en begint met Father of day, father of night van Bob Dylan. In Zuid-Afrika werd dit nummer niet geaccepteerd, omdat in de tekst “Father of black, father of white” wordt gezongen over gelijkheid tussen de verschillende rassen. Dit album bevat nogal wat stevige solo’s door de gitarist Mick Rogers en toetsenist Manfred Mann. Het vijfde album The Good Earth is uitgebracht in oktober 1974 en gaat over natuur en milieu. Iedereen die deze plaat kocht, kreeg een coupon die recht gaf op een gratis stukje grond in Wales met de oppervlakte van een vierkante voet (ca. 0,093 vierkante meter). Duizenden fans hebben zich laten registreren als eigenaar. De openingstrack Give me good earth is een rocksong, geschreven door zanger/toetsenspeler Gary Wright. Be not too hard is een liedje van de folkzangeres Joan Baez.
Het zesde album van Manfred Mann’s Earth Band is Nightingales & Bombers (augustus 1975). De titel is gebaseerd op het verhaal van een vogelspotter in de Tweede Wereldoorlog, die een geluidsopname wilde maken van nachtegalen. Hij bleek niet alleen opnamen te hebben van de vogels maar ook van vliegtuigen van de RAF, die onderweg waren om Mannheim te bombarderen. Deze geluiden maken deel uit van het nummer As above so below. Het album begint met Spirits in the night, de eerste cover van Bruce Springsteen. Na de opnames van Nightingales & Bombers verliet Mick Rogers de band. Hij werd opgevolgd door Chris Thompson (zang en gitaar) en Dave Flett (gitaar en zang).
Het zevende album The Roaring Silence uit augustus 1976 is het best verkochte album van de Earth Band. Het klinkt wat luchtiger en pop-achtiger dan tot dan toe het geval was. Het openingsnummer van de plaat Blinded by the light, geschreven door Bruce Springsteen, bereikte de eerste plaats in de Amerikaanse Billboard top 100. De volgende single Spirits in the night kwam niet verder dan nummer 97. De ballad Questions is gebaseerd op een klassieke compositie van Schubert. In 1978 verscheen het album Watch, waarop onder meer twee live-opnamen staan, Davy’s on the road again (geschreven door John Simon en Robbie Robertson, respectievelijk producer en gitarist van The Band) en The Mighty Quinn van Bob Dylan, waarmee Manfred Mann al eerder in de jaren zestig een hit heeft gehad.
In 1979 verlieten drummer Chris Slade en gitarist Dave Flett de band. Ze werden vervangen door gitarist/zanger Steve Walker en drummer Geoff Britton, die de band al na korte tijd moest verlaten wegens ziekte en op zijn beurt vervangen werd door John Lingwood. Op het negende album Angel Station nemen Chris Thompson en Steve Walter beide een aantal keren de lead zang voor hun rekening. Het nummer You angel you, geschreven door Bob Dylan, werd door Chris Thompson en Steve Walter samen gezongen. In 1980 verscheen Chance , het tiende album. Vanaf 1983 maakte de voormalige zanger/gitarist Mick Rogers, die een van de oprichters van de band was, weer deel uit van de Earth Band. Hij maakt ook nu nog deel uit van de band. Twee nummers van dit album werden op single uitgebracht, For you, een lied van Bruce Springsteen en het maatschappijkritische Lies (through the 80’s), geschreven door de jazzsaxofonist David “Fathead” Newman.
Het elfde album Somewhere in Africa uit 1983 was een aanklacht tegen de apartheid in Zuid-Afrika. Manfred Mann was zelf actief betrokken bij de anti-apartheidbeweging in zijn geboorteland en werd niet toegelaten in dat land. Een aantal leden van de band reisden naar Zuid-Afrika om opnames te maken van Afrikaanse artiesten. Die geluidsopnames werden op de plaat gecombineerd met muziek van de Earth Band. Dat waren grotendeels eigen nummers van de band aangevuld met enkele nummers van derden, waaronder Redemption Song (No Kwazulu) van Bob Marley en Demolition Man van Sting. In 1994 verscheen het album Budapest Live waarop covers stonden die de band eerder had uitgebracht op studio-albums. In maart 1994 werd de single Runner uitgegeven, die niet eerder was verschenen als single of albumtrack. Op het twaalfde studioalbum Criminal Tango dat in 1986 verscheen, staan onder meer Going underground (geschreven door Paul Weller) en Banquet van Joni Mitchell. Na dit album vertrok Chris Thompson, waardoor de band nog maar uit drie leden bestond: Manfred Mann (toetsen en zang), Mick Rogers (zanger/gitarist) en John Lingwoord (drummer). Dit trio bracht in 1987 het album Masque uit, met als subtitel Songs and Planets. Dit album bevat onder anderen delen van Gustav Holst‘s The Planets. Na dit album besloot de Earth Band tijdelijk te stoppen. In 1991 nam Manfred Mann het solo-album Plains Music op, waarin hij melodieën van de Prairie-indianen had verwerkt. In het midden van de jaren negentig kwam de band weer bij elkaar, maar sindsdien hebben veel bezettingswisselingen plaatsgevonden. Manfred Mann is de enige die vanaf het begin in de band heeft gezeten.
In 1996 verscheen het album Soft Vengeance met onder meer Play with fire van Mick Jagger en Keith Richards en Pleasure and pain van de songwriters Holly Night en Mike Chapman. In 2005 en 2014 heeft Manfred Mann een solo-album uitgebracht. Ook is er een aantal verzamel- en livealbums uitgebracht van Manfred Mann‘s Earth Band. De band geeft nog regelmatig concerten, vooral in Duitsland en Engeland, waarbij de bezetting bestaat uit:
- Manfred Mann – keyboards en zang (1971-heden; een van de oprichters)
- Mick Rogers – gitaar en zang (1971-1975; 1983-heden; een van de oprichters)
- John Lingwood – drums (1979-1987; 2016-heden)
- Steve Kinch – basgitaar(1991-heden)
- Robert Hart – zang (2011-heden)

## Discografie

### Albums

#### Het begin
1. The Five Faces of Manfred Mann
2. Mann Made
3. Mann Made Hits
4. Soul of Mann
5. As Is
6. One Way
7. What a Mann
8. Up the Junction
9. Mighty Garvey
10. Mannerisms
11. Stepping Sideways

#### Manfred Mann Chapter Three
1. Manfred Mann Chapter Three
2. Manfred Mann Chapter Three Volume Two

## Discografie Manfred Mann's Earth Band

### Studio-albums
1. Manfred Mann's Earth Band (1972)
2. Glorified Magnified (1972)
3. Messin' (1973)
4. Solar Fire (1973)
5. The Good Earth (1974)
6. Nightingales & Bombers (1975)
7. The Roaring Silence (1976)
8. Watch(1978)
9. Angel Station (1979)
10. Chance (1980)
11. Somewhere in Afrika (1982)
12. Live in Budapest (1983)
13. Criminal tango (1986)
14. Masque (1987)
15. Plains music (1991)
16. Soft vengeance (1996)
17. Mann alive (1998)

#### Solo-albums van Manfred Mann
1. Plains music (1991)
2. 2006 (2004)
3. Lonesome arranger (2014)

## NPO Radio 2 Top 2000
| Nummers met noteringen in de NPO Radio 2 Top 2000 | '99  | '00  | '01  | '02  | '03  | '04  | '05  | '06  | '07 | '08  | '09  |
| ------------------------------------------------- | ---- | ---- | ---- | ---- | ---- | ---- | ---- | ---- | --- | ---- | ---- |
| Do Wah Diddy Diddy                                | 1643 | 1929 | 1966 | 1792 | -    | -    | -    | -    | -   | -    | -    |
| Ha! Ha! Said the Clown                            | 1240 | 1666 | 1290 | 1491 | 1534 | 1880 | 1867 | 1791 | -   | 1909 | 1844 |
| Mighty Quinn                                      | 1529 | 1390 | 1769 | 1532 | -    | 1842 | -    | -    | -   | -    | -    |
| Pretty Flamingo                                   | 1890 | 1899 | -    | 1627 | -    | -    | -    | -    | -   | -    | -    |

1. ↑  Een '-' betekent dat het nummer niet was genoteerd en een vetgedrukt getal geeft de hoogste notering van een nummer aan.
2. ↑  Deze tabel is bijgewerkt tot en met de laatste editie (2024).